# Mukjar
Mukjar é um dos sete distritos do estado de Darfur Ocidental, no Sudão.